# Ken'en
Comme chien et singe
Ken'en (犬猿奇谈, litt. « s'entendre comme chien et singe ») est un seinen manga écrit par Fūetsu Dō et dessiné par Hitoshi Ichimura. Il a été prépublié entre 2015 et 2019 dans le magazine mensuel Comic Avarus de l'éditeur MAG Garden et a été compilé en un total de huit volumes. La version française est éditée en intégralité par Doki-Doki. 
Il raconte l'histoire d'un jeune enfant du nom de Mashira, issu d'une humaine et d'un singe maléfique; ainsi que de son amitié avec Hayate, un chasseur de démon pouvant se transformer de temps à autre en chien mystique, qui a été missionné par un village après des troubles causés par Mashira.

## Histoire

### Synopsis
Le manga ne possède que très peu de personnages importants, que l'on voit tout au long des huit volumes : Mashira, Hayate, ainsi qu'un Bonze, vivant dans le village situé non loin de l'endroit où Mashira s'est installé. Le manga est principalement basé sur une description de cette société d'humains, subissant les attaques et les enlèvements à répétition d'esprits maléfiques, des singes nommées les "kakuen". 
Les kakuens, qui ne sont que des singes mâles, enlèvent perpétuellement des jeunes filles vivant dans des villages isolés, pour les transformer en esclave et les utiliser dans le but de procréer. Mashira, jeune adolescent issu lui-même d'un de ces enlèvements, habite avec d'autres kakuens, où il coule des jours paisibles et ennuyants. Sa vie changera naturellement lors de sa rencontre avec Hayate, chasseur de démon missionné par un village d'enquêter sur Mashira, après que ce dernier, mourant d'ennui, se soit amusé par quelques incivilités. L'histoire suit ainsi la relation tumultueuses de ces deux personnages hétéroclites, qui s'entendent à la manière "d'un chien et d'un singe", ce qui donnera le nom de la série. 
Une partie de l'aventure des deux amis se transforme peu à peu au fil des tomes en la quête de Mashira pour retrouver sa mère, épaulé par le Bonze du village (qui refuse de le marginaliser à cause de son sang de kakuen, mais qui le considère plutôt pour la personne qu'il est véritablement) et Hayate. 
Il est possible de voir une critique de la société, et du fonctionnement des humains dans le manga : Ces derniers ne cherchent pas même à accepter ou écouter Mashira lorsque celui-ci essaye de leur adresser la parole, mais le rejette plutôt de par le fait qu'il soit un descendant d'un kakuen. 

### Développement
Peu à peu au cours de la série, certains humains ouvrent leur esprit et acceptent Mashira, ne le considérant plus comme un démon au sang maudit, mais plutôt comme un adolescent chaleureux et quelque peu maladroit. 
Le développement de la relation entre Hayate et Mashira demeure également l'un des piliers de la série, les deux commençant en potentiels ennemis (l'un étant ici pour chasser l'autre, en tant que chasseur de démon), et ils finissent peu à peu par devenir proches, puis inséparables, capables de se suivre mutuellement dans des quêtes ou des aventures dangereuses. 
Mashira gagne également en maturité tout au long de l'histoire, rencontrant d'autres créatures divines et d'autres humains, avec qui ils échangent; ce qui l'amène progressivement à perdre son caractère et ses attitudes puériles d'enfant hyperactifs. 

## Personnages

### Mashira
Jeune adolescent mi-singe mi-humain, il est le personnage principal de la série. C'est un enfant dynamique et parfois puéril, débordant d'énergie. 

### Hayate
Chasseur de démon, c'est un chien possédant des pouvoirs remarquablement puissant; avec la possibilité de se métamorphoser de temps à autre en un humain aux cheveux immaculés. Sa personnalité est l'exacte opposée de celle de son camarade Mashira, Hayate se voyant beaucoup plus calme et taciturne (ce qui donne parfois la venue de situation comique entre les deux personnages, qui sont en total décalage l'un de l'autre). 

## Volumes
L'œuvre originale compte, à l'image de son édition française, 8 volumes. Le manga compte 46 chapitres en tout. 
La série est entièrement disponible en français chez l'éditeur Doki-Doki (7.50E), qui a conservé le sens de lecture japonisée (de la droite vers la gauche), ce qui permet au dessin d'être dans la même direction qu'au sein de l'œuvre originale (ils n'ont pas été retournés). Le manga comporte, dans la version française, un total de 1 512 pages. 
1. Volume 1; 11/2015
2. Volume 2; 05/2016
3. Volume 3; 11/2016
4. Volume 4: 05/2017
5. Volume 5; 11/2017
6. Volume 6; 05/2018
7. Volume 7; 11/2018
8. Volume 8; 05/2018